# Qamdo
Qamdo (tyb. ཆབ་མདོ, Wylie chab-mdo, ZWPY Qamdo; chiń. 昌都; pinyin Chāngdū) – miasto na prawach prefektury we wschodniej części Tybetańskiego Regionu Autonomicznego, w Chinach. W 1999 roku obszar prefektury zamieszkiwało około 557 tys. mieszkańców.
20 października 2014 roku Rada Państwa zadecydowała o przekształceniu prefektury Qamdo w miasto na prawach prefektury.
W mieście rozwinął się przemysł drzewny, maszynowy, chemiczny oraz materiałów budowlanych.

## Podział administracyjny
Prefektura miejska Qamdo podzielona jest na:
- dzielnicę: Karub,
- 10 powiatów: Jomda, Gonjo, Riwoqê, Dêngqên, Zhag’yab, Baxoi, Zogang, Markam, Lhorong, Banbar.